# Гвоздики південнобузькі
{{#ifeq:0|0|{{#if:|{{#if:Dianthushypanicus|[[]}}|}}}}
Гвоздики південнобузькі Гвоздика бузька (Dianthus hypanicus) — вид рослин родини гвоздикових (Caryophylláceae).

## Біологічні особливості

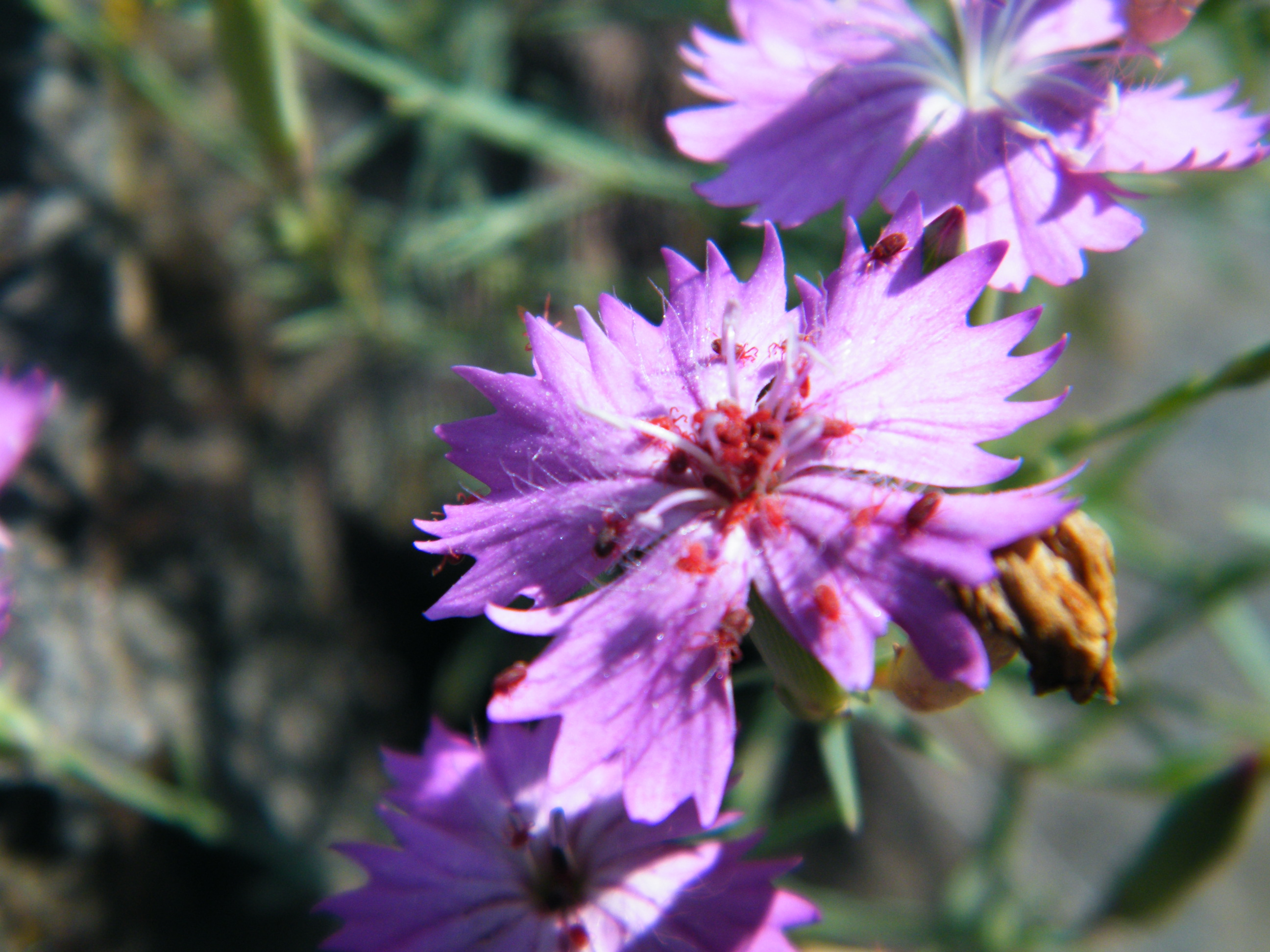
Квітка гвоздик південнобузьких

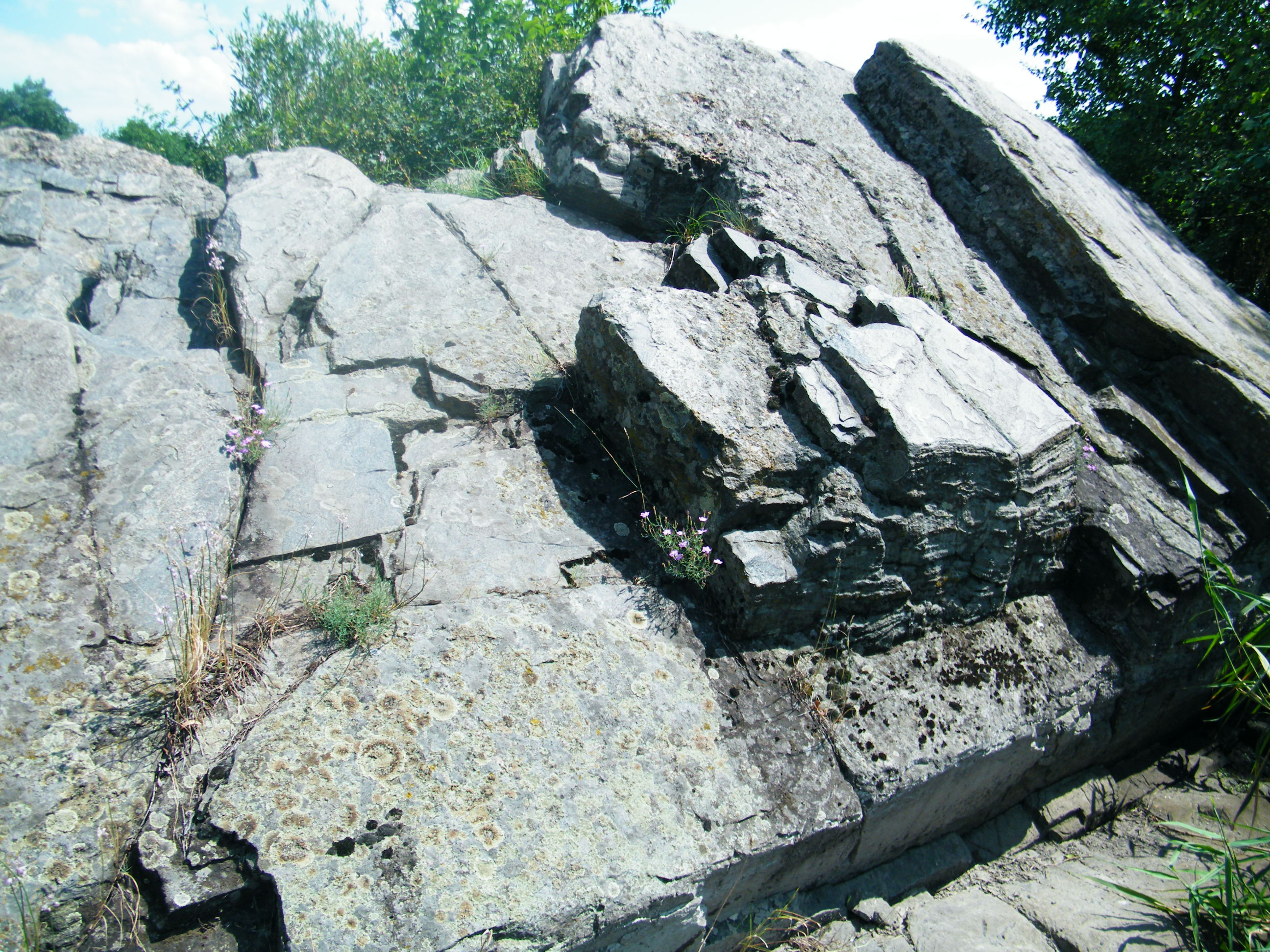
Місце зростання гвоздик південнобузьких в Національному природному парку «Бузький Гард»

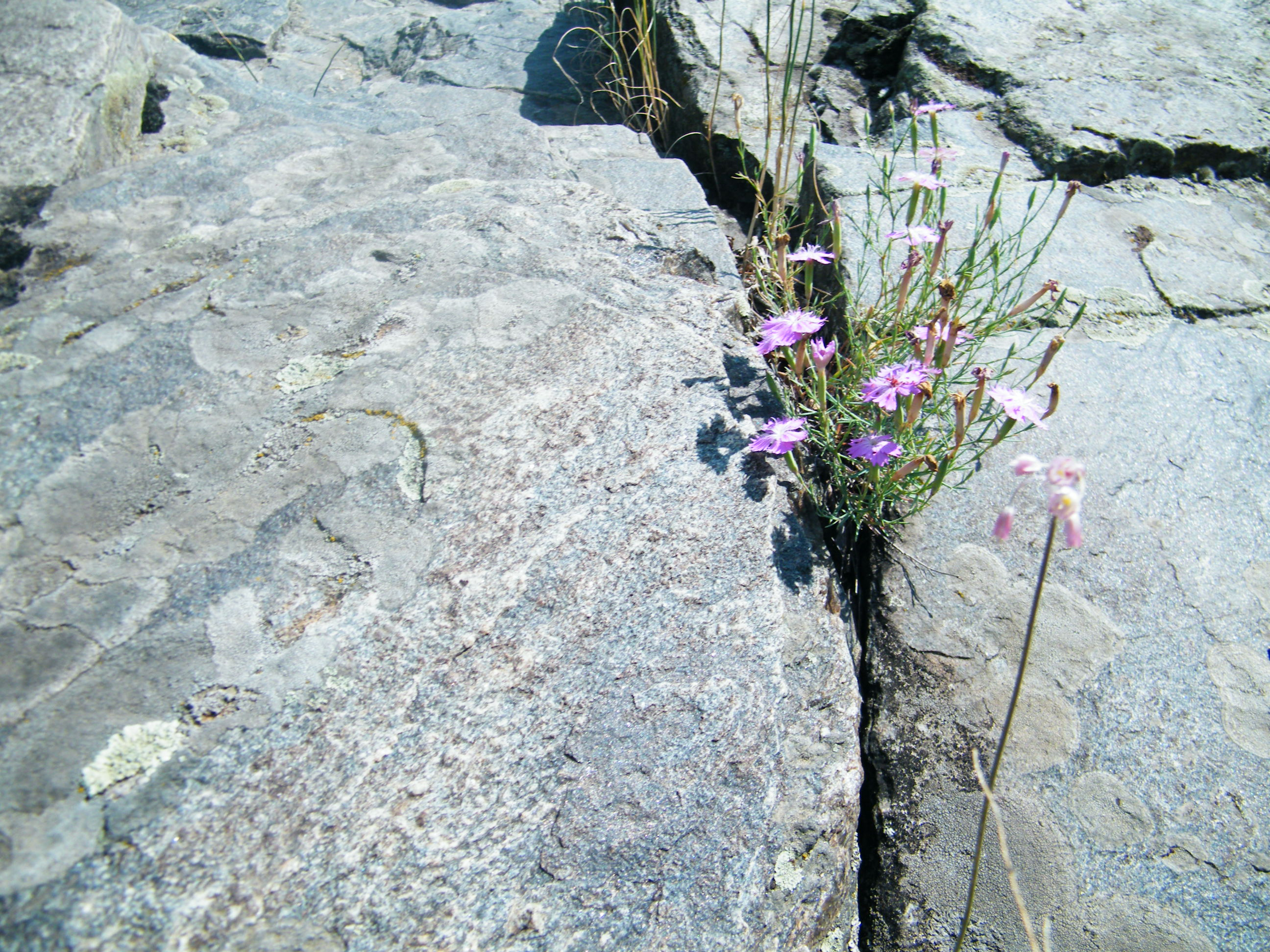
Гвоздики південнобузькі в розколинах гранітних виходів в Національному природному парку «Бузький Гард»

Вузьколокальний південно-бузько-інгульський ендемічний вид.
Гвоздики південнобузькі були вперше описані українським ботаніком польського походження А. Л. Анджейовським.
Хамефіт. Напівкущик. В зрілому генеративному віці завдяки розвитку значної кількості пагонів (до 120) або інтенсивного їх галуження набуває подушкоподібної форми. Квітконосні пагони 7-30 см завдовжки, безрозеткові. Листкорозміщення навхрестсупротивне. Серединні листки лінійні, лінійноланцетні (1,5-4,5 см завдовжки, 0,1-0,3 см заввишки). Суцвіття — монохазії, часто редуковані до однієї квітки. Бічні квітконосні пагони розташовані по одному в кожному вузлі, другий листок вузла як правило стерильний. Забарвлення віночка від блідо- до темнорожевого. Плід — одногнізда багатонасінна циліндрична коробочка 1,1-1,8 см завдовжки, 0,2- 0,3 см у діаметрі. Зрілі насінини щитоподібні, дрібнозморшкуваті на поверхні, чорні. Цвіте у червні- вересні. Плодоносить у серпні-жовтні. Розмножується насінням.

## Поширення
Поширені на південних відрогах Придніпровської височини (межиріччя Південного Бугу та Інгулу). Адміністративно — Кіровоградська область та Миколаївська область. Рослина вразлива через незначну конкурентоспроможність сходів, вимогливість до оптимального вологозабезпечення, відсутність вегетативного розмноження, пряме знищення або трансформація типових для виду природних місцезростань внаслідок гідротехнічного будівництва, розробки кар'єрів, випасу та рекреації.
Умови місцезростання: тріщини гранітних скель, кам'янисто-щебенисті ґрунти, осипища. Ксерофіт.

## Охоронний статус
Вид занесений до категорії «Уразливі види» Європейського червоного списку, Додатку Бернської конвенції, Червоної книги України. Охороняється в РЛП «Гранітно-степове Побужжя» та на заповідних територіях місцевого значення Миколаївської та Кіровоградської областях. Необхідне проведення оптимізації природно-заповідної мережі з включенням усіх локалітетів виду, культивування рослин з метою отримання насіннєвого матеріалу, моніторинг природних та штучних популяцій. Заборонено збирання рослин, порушення умов зростання, розробку кар'єрів, гідротехнічне будівництво, надмірний випас.